# 小野澤謙真
- 小野沢謙真

小野澤 謙真（おのざわ けんしん：ONOZAWA kenshin、2005年6月2日 - ）は、日本のラグビーユニオン選手。
慶應義塾體育會蹴球部所属。静岡聖光学院高等学校ラグビー部出身。2024年、大学1年時でラグビー日本代表候補となった。
父の小野澤宏時もラグビー選手。

## 人物・来歴
小学校時代は横浜Ｆ・マリノスのスクールでスペイン遠征に参加するほどのサッカー少年。父と同じ静岡聖光学院に進んだ中学校時代もラグビーの練習は週1日ほどで、清水エスパルスSSジュニアユースでサッカーに打ち込んでいた。高校からはラグビーを主とし静岡聖光学院の週3回しか練習がない環境で、高校１年生の時、県大会の決勝に11番のWTB（ウイング）として出場。決勝で2トライをとり活躍。静岡県代表として、全国大会の花園に出場し初戦を突破した。
2027年ラグビーワールドカップの中心選手として活躍する為に、高校2年生の4月から約半年間パース（オーストラリア）に留学。オーストラリアのクラブチームに練習生として参加。第57回男子セブンズユースアカデミー（東京都内）・第58回男子セブンズユースアカデミー（埼玉県熊谷市）、に参加。
「第66回男子セブンズユースアカデミーに参加。高校3年生では2023年度高校日本代表としてTIDユースキャンプや強化合宿に参加。高校チームでは全国大会に静岡県代表として出場。初戦は全国大会優勝回数最多の秋田工から4トライ、4G、1PGの31得点を重ね活躍。後半開始早々のノーホイッスルトライは、7人抜きで60メートルを独走した。父の代名詞「うなぎステップ」ならぬ「どじょうステップ」と自ら命名した。2024年1月、U18男子SDS（セブンズ・デベロップメント・スコッド）フィジー遠征に参加。2024年3月、高校日本代表（2023年度/第49期）U19日本代表としてイタリア遠征に参加。
2024年4月に慶應義塾大学環境情報学部に進学。5月の大学デビュー戦となった対東洋大戦では先発出場し19分にインターセプトから独走トライを挙げると、39分、後半15分にもトライをマークし、デビュー戦でハットトリックを達成。同月、日本代表候補 菅平合宿メンバー33人に追加招集された。日本代表候補メンバーとしては2023年度の高校日本代表からはフランカーの福田大和（帝京大学）と共に最年少での選出となった。

## 経歴・履歴
- 身長180cm、体重86kg[37][38]
- ポジションはウィング(WTB)とフルバック(FB)
- 大洋ホエールズの元投手、竹内宏彰は祖父。
- 小野澤家の長男で、父は日本代表通算81キャップを誇り、W杯3大会連続でトライを挙げたレジェンドのラグビー選手。

### 所属チーム
- 2021年〜2024年 静岡聖光学院高等学校ラグビー部
- 2024年〜慶應義塾體育會蹴球部